# 馬敦靜
馬敦靜（1910年5月7日—2003年9月3日），又名马悙静，字平山，回族，甘肅省蘭州府人，寧夏馬家軍成員。

## 生平
马鸿逵次子，马敦厚之弟，馬敦靖之兄，稍长入军旅，在其父部下任职。1937年任一六八师第三旅少将旅长，1941年任宁夏保安处中将处长，1944年任十一军中将军长，1945年任宁夏三青团干事长。
1947年11月解放军出兵围攻陕北军事重镇榆林，蒋介石电令马鸿逵出兵援榆，馬敦靜任指挥官，出动十个步兵团、两个骑兵团兵力以及特种兵等共两万五千多人，在袁大滩与解放军展开激战，被解放军打敗率残部回宁夏。1948年代理宁夏省政府主席。
1949年5月，任宁夏兵团司令。9月10日，馬敦靜在黃河仁春渡口召集盧忠良、馬全良等會議，要所部送走團長以上眷屬，燒毀倉庫、公館，把隊伍拉向河西走廊，被部下拉走:9007。被擊敗後，随国防部代部长徐永昌逃往重庆，后与其父到台湾。
1954年6月当选国民大会代表、光复大陆设计研究委员会委员。
2003年9月3日在美国洛杉矶病逝。

## 外部連結
- 马敦静（1910—2003）[永久]